# Graminella villicus
Graminella villicus är en insektsart som beskrevs av Samuel Ebb Crumb 1915. Graminella villicus ingår i släktet Graminella och familjen dvärgstritar. Inga underarter finns listade i Catalogue of Life.